# Krînîcikî, Dnipropetrovsk
Krînîcikî (în ucraineană Кринички) este așezarea de tip urban de reședință a raionului Krînîcikî din regiunea Dnipropetrovsk, Ucraina. În afara localității principale, mai cuprinde și satele Cernece, Cervonîi Iar, Hrîmuce, Iabluneve, Novopidhirne, Novopușkarivka, Odarivka și Suvorovske.

## Demografie
Componența lingvistică a așezării de tip urban Krînîcikî
     Ucraineană (95,43%)
     Rusă (3,76%)
     Alte limbi (0,28%)
Conform recensământului din 2001, majoritatea populației așezării de tip urban Krînîcikî era vorbitoare de ucraineană (95,43%), existând în minoritate și vorbitori de rusă (3,76%).